# Frans van Schooten

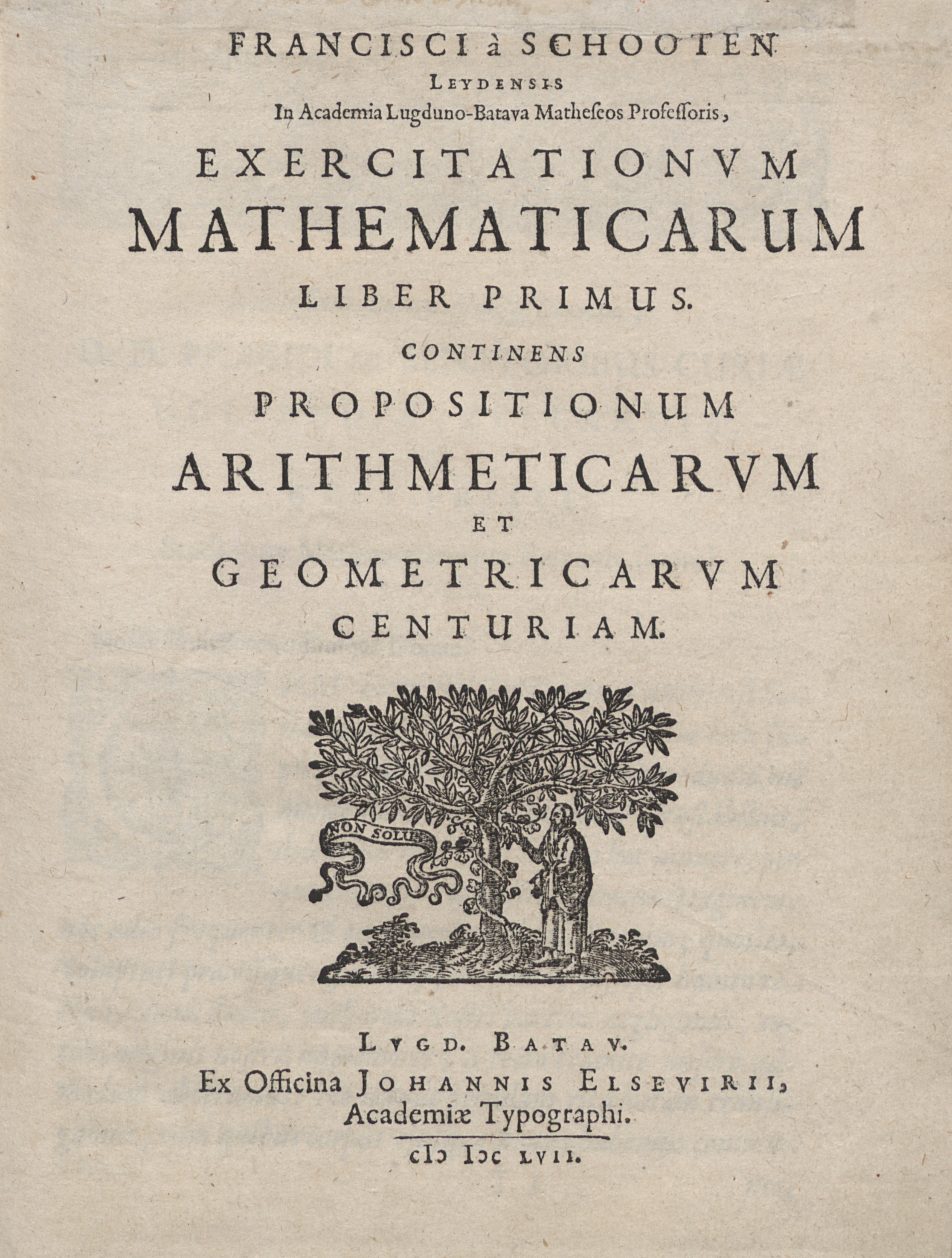
Exercitationum mathematicarum libri, 1656-1657

Frans van Schooten (Leida, 1615 – Leida, 29 maggio 1660) è stato un matematico olandese.

## Biografia
Figlio di un professore della scuola di ingegneria di Leida, era ancora fresco di studi matematici (aveva frequentato l'Università di Leida) quando nel 1637 Cartesio pubblicò il Discorso sul Metodo con i tre saggi a cui faceva da introduzione: "La diottrica", "Le meteore" e "La geometria".
Van Schooten ebbe la ventura di incontrare Cartesio nel 1632, durante un viaggio di questi a Leida, e non poté evitare di subire il fascino dell'autore dopo aver già subito quello del saggio sulla Geometria che Cartesio gli aveva mostrato prima della pubblicazione.
L'incontro risultò di grande importanza per Van Schooten che, tramite Cartesio, entrò in contatto con i matematici/pensatori del circolo di Mersenne a Parigi. Ben presto, Van Schooten andò a Parigi per proseguire verso Londra, dove visse tra il 1641 ed il 1643. Incontrò e si confrontò con molti matematici di quei centri e, una volta tornato in patria, intrattenne con loro una regolare corrispondenza che è andata perduta. 
Dalla sua permanenza a Parigi, per esempio, Van Schooten ricavò i manoscritti di Viète, che successivamente pubblicò a Leida, dando un bell'esempio di impegno per la promozione della scienza.
Van Schooten fu uno dei più grandi divulgatori dell'opera geometrica cartesiana. Studiò dapprima l'analisi che Rudolf Coss fece della "Geometria" di Cartesio perché trovava l'originale troppo difficile (Cartesio era stato volutamente oscuro nella sua opera) e nel 1649 fece stampare a Leida la sua traduzione in latino dell'opera di Cartesio.
Nel 1659-1661 pubblicò un libro sulla geometria di Cartesio ed alle sue riflessioni aggiunse tre appendici scritte da tre suoi discepoli: Johan de Witt, Johan Hudde, e Hendrick van Heuraet.
Van Schooten  fu un grande insegnante ed un formidabile talent-scout: fra i suoi allievi (ed amici) figura infatti perfino Christiaan Huygens, di cui era diventato tutore ed amico a seguito di una raccomandazione dello stesso Cartesio.

## Opere
- (LA) Franz van Schooten, De organica conicarum sectionum in plano descriptione, Lugd. Batavor, Bonaventura Elzevier, Abraham Elzevier, 1646. URL consultato il 19 giugno 2015.

- (LA) Franz van Schooten, Principia matheseos universalis, seu Introductio ad geometriae methodum Renati Des Cartes, Lugd. Batav, Bonaventura Elzevier, Abraham Elzevier, 1651. URL consultato il 19 giugno 2015.

- (LA) Franz van Schooten, Exercitationum mathematicarum libri, Lugd. Batav, Johannes Elzevier, 1656. URL consultato il 19 giugno 2015.